# Субпрефектура Моока
Субпрефектура Моока (порт. Subprefeitura da Mooca) — одна з 31 субпрефектури міста Сан-Паулу, розташована в центральній частині міста, формально частина Південно-східного регіону. Її повна площа 35,2 км², населення понад 305 тис. мешканців. Складається з 6 округів:
- Моока (Mooca)
- Татуапе (Tatuapé)
- Парі (Pari)
- Браз (Brás)
- Белен (Belém)
- Агуа-Роза (Água Rasa)